# Sudden Death
Cái chết bất ngờ (tựa tiếng Anh: Sudden Death) là bộ phim hành động năm 1995 của Mỹ với sự diễn xuất của Jean-Claude Van Damme vào vai nam chính. Bộ phim này là lần làm việc thứ hai của đạo diễn Peter Hyams và Van Damme sau khi cộng tác với nhau ở bộ phim hành động năm 1994 Timecop.

## Nội dung
Một anh chàng làm nghề bảo vệ trong nhà đấu hockey tên là Darren McCord đã dẫn hai đứa con của mình vào đó để xem trận hockey. Anh không ngờ rằng nơi này có một tổ chức tội phạm đang đặt bom để hủy diệt tòa nhà này, chúng cũng bắt cóc luôn đứa con gái của anh làm con tin. Darren biết chuyện nên nhanh chóng tìm cách gỡ bom, tiêu diệt bọn tội phạm và cứu con gái mình trước khi chúng kích hoạt bom.

## Diễn viên
- Jean-Claude Van Damme - Darren McCord
- Powers Boothe - Joshua Foss
- Raymond J. Barry - Thị trưởng Daniel Binder
- Whittni Wright - Emily McCord
- Ross Malinger - Tyler McCord
- Dorian Harewood - Hallmark
- Kate McNeil - Kathi
- Michael Gaston - Hickey
- Audra Lindley - Bà Ferrara
- Brian Delate - Blair
- Faith Minton - Carla
- Brian Hutchison - Đặc vụ trẻ tuổi